# Bulk
En el caso de la cosmología de branas y de la teoría M, se le llama bulk (en inglés o bulto en español, también conocido como hiperespacio) al espacio conjeturado de dimensiones superiores que contiene a todas las branas.
En el modelo del bulk, dentro de dicho sustrato (bulk) una infinidad de branas (universos brana) pueden moverse e interactuar entre ellas o incluso con el propio bulk (ocasionando un número infinito de big bangs, cada vez que las condiciones son las apropiadas), pudiendo causar efectos no visibles en nuestros modelos cosmológicos estándares.
Pero a diferencia de nuestra brana (que contiene el espacio-tiempo de nuestro Universo), todos los demás universos brana del multiverso, pueden ser paralelos o incluso hasta contar con diferentes leyes de la física.
Finalmente, debido a que todos los universos cuatridimensionales (de 3 dimensiones espaciales y una de tiempo, incluido el nuestro) se limitan a una brana, y que la materia y la energía solo puede transmitirse a través de las primeras cuatro dimensiones, otras fuerzas fundamentales como la gravedad se pueden transmitir a través de las restantes once dimensiones del bulk.